# Jiří Altmann
Jiří Altmann (28. ledna 1942 Praha – 8. června 2023 Beroun) byl český grafik, ilustrátor a malíř. Jeho manželkou byla česká herečka Jana Altmannová.

## Životopis
Narodil se 28. ledna 1942 v Praze do rodiny železničního stavitele Františka Altmanna a pedagožky Jiřiny Altmannové, rozené Petršové. Rodina po druhé světové válce žila v Ústí nad Labem. Do Prahy se přestěhovali až po několika letech.
V Praze následně odmaturoval a mezi lety 1960 až 1966 studoval na Akademii výtvarných umění u profesora Vladimíra Silovského a profesora Vojtěcha Tittelbacha. Po invazi vojsk Varšavské smlouvy odešel za svou snoubenkou Janou Schlichtsovou do Západního Německa. O dva roky později se vzali a v roce 1970 se páru narodil syn Jiří. V 70. letech 20. století pracoval jako grafik v Essenu.
V roce 1971 se celá rodina vrátila zpět do Československa. Celou svou kariéru se věnoval převážně dřevorytu, dřevořezu a restaurování.
Syn Jiří zemřel předčasně v roce 1991. Během řízení vozidla upadl do mikrospánku a narazil do stromu. Na místě zemřel. Manželka Jana zemřela 30. října 2021 ve věku 77 let.
Akademický malíř Jiří Altmann zemřel 8. června 2023 v Berouně ve věku 81 let.